# Công đồng Constantinopolis IV (869/70)
Công đồng constantinople IV là công đồng thứ 8 của Công giáo nhóm họp năm 870, do Hoàng đế Basilius I triệu tập, dưới triều Giáo hoàng Adrianus II. Có khoảng 120 giám mục Đông Phương và 3 đặc sứ tham dự 6 khóa họp từ 5 tháng 10 năm 869 đến 8 tháng 2 năm 870. Công đồng lên án phái Phá Hủy Ảnh Thánh và truất quyền Thượng phụ Giáo chủ Photius, Nhưng Giáo hội ly khai Đông Phương chỉ công nhận Công đồng năm 880 đồng thời hủy bỏ hết Công đồng năm 870.